# 萨夸雷马
萨夸雷马是巴西里约热内卢州的一个市镇。总面积354.675平方公里，总人口69374人，人口密度195.6人/平方公里。